# Elección especial al Senado de los Estados Unidos en Alabama de 2017
El 12 de diciembre de 2017 se llevó a cabo una elección especial del Senado de los Estados Unidos en el estado de Alabama, para llenar una vacante en el Senado hasta el final del período que termina el 3 de enero de 2021, surgida a partir de la renuncia de Jeff Sessions el 8 de febrero de 2017 para desempeñarse como fiscal general. Doug Jones venció al candidato republicano Roy Moore por un margen menor al 2%. Jones es el primer demócrata en ganar un escaño en el Senado en representación de Alabama desde 1992.
El 9 de febrero de 2017, el gobernador Robert J. Bentley designó a Luther Strange, el fiscal general de Alabama, para llenar la vacante hasta poder realizar la elección especial. Jones, exfiscal para el Distrito Norte de Alabama, triunfó en las internas demócratas, mientras que Moore, un exjuez presidente de la Corte Suprema de Alabama, triunfó en las internas republicanas, derrotando a Strange en la primera vuelta. Más tarde en noviembre, el marine retirado Lee Busby lanzó una campaña como candidato agregado.
A mediados de noviembre, varias mujeres alegaron haber sido víctimas de avances indeseados o de abuso sexual por parte de Moore, siendo ellas adolescentes (la más joven tenía 14 años en ese momento) y estando él en sus treinta. Como resultado de estas alegaciones, varios líderes republicanos y autoridades a nivel nacional llamaron a Moore a bajarse de la elección especial o retiraron su aprobación. Sin embargo, Donald Trump y varios republicanos de Alabama reafirmaron su apoyo. Al momento de las revelaciones, era ya demasiado tarde para retirar su nombre de las papeletas de votación. Muchos líderes republicanos propusieron cambiar su apoyo a un candidato agregado, tal como Strange. Moore ha afirmado que nunca tuvo una conducta sexual inadecuada, pese a no haber negado que se acercaba o mantenía relaciones con adolescentes mayores de 16 años estando en sus treinta. 16 años es la edad legal de consentimiento en Alabama.
A las 9:23 p. m. CST, The Associated Press declaró a Jones ganador de la elección, aunque Moore se ha negado a reconocer la derrota. Una vez que la victoria sea certificada, Jones se volverá el primer candidato demócrata en ganar un escaño abierto en una elección estatal en Alabama desde la elección de la exvicegobernadora Lucy Baxley como Presidente de la Comisión de Servicio Público de Alabama en 2008.